# بخش شیل
بخش شیل (به سوئدی: Kils kommun) یک ناحیه شهری در سوئد است که در شهرستان ورملاند واقع شده‌است.

## خواهرخوانده
شهرهای Laihia, Svinninge Municipality و تریسیل خواهرخوانده‌های بخش شیل هستند.